# 3. Liga 2018/2019
3. Ligas säsong 2018/2019 var den elfte i raden som 3. Liga var den tredje högsta ligan i Tyskland. VfL Osnabrück stod som slutsegrare före Karlsruher SC och SV Wehen Wiesbaden, som även de kvalificerade sig till 2. Bundesliga. FC Energie Cottbus, Sportfreunde Lotte, SC Fortuna Köln och VfR Aalen blev samtliga nedflyttade till Regionalligorna.

## Lag
Totalt 20 lag spelade i 3. Liga säsongen 2018/2019.

### Städer och arenor
| Klubb                   | Ort            | Förbundsland           | Arena                         | Kapacitet |
| ----------------------- | -------------- | ---------------------- | ----------------------------- | --------- |
| KFC Uerdingen           | Düsseldorf     | Nordrhein-Westfalen    | Merkur-Spiel Arena (temporär) | 54.600    |
| 1. FC Kaiserslautern    | Kaiserslautern | Rheinland-Pfalz        | Fritz Walter Stadion          | 49.850    |
| FC Hansa Rostock        | Rostock        | Mecklenburg-Vorpommern | Ostseestadion                 | 29.000    |
| Eintracht Braunschweig  | Braunschweig   | Niedersachsen          | Eintracht-Stadion             | 23.325    |
| FC Energie Cottbus      | Cottbus        | Brandenburg            | Stadion der Freundschaft      | 22.528    |
| VfL Osnabrück           | Osnabrück      | Niedersachsen          | Bremer Brücke                 | 16.100    |
| Karlsruher SC           | Karlsruhe      | Badem-Württemberg      | Wildparkstadion               | 15.330    |
| SV Wehen Wiesbaden      | Taunusstein    | Hessen                 | Brita-Arena                   | 12.566    |
| Hallescher FC           | Halle          | Sachsen-Anhalt         | Erdgas Sportpark              | 15.057    |
| SpVgg Unterhaching      | Unterhaching   | Bayern                 | Sportpark Unterhaching        | 15.053    |
| Preußen Münster         | Münster        | Nordrhein-Westfalen    | Preußenstadion                | 15.050    |
| TSV 1860 München        | München        | Bayern                 | Grünwalder Stadion            | 15.000    |
| VfR Aalen               | Aalen          | Badem-Württemberg      | Ostalb-Arena                  | 14.500    |
| SV Meppen               | Meppen         | Niedersachsen          | Hänsch-Arena                  | 13.815    |
| Würzburger Kickers      | Würzburg       | Bayern                 | Flyeralarm Arena              | 13.090    |
| FC Carl Zeiss Jena      | Jena           | Thüringen              | Ernst-Abbe-Sportfeld          | 12.990    |
| SC Fortuna Köln         | Köln           | Nordrhein-Westfalen    | Südstadion                    | 11.748    |
| FSV Zwickau             | Zwickau        | Sachsen                | GGZ-Arena                     | 10.134    |
| Sportfreunde Lotte      | Lotte          | Nordrhein-Westfalen    | Stadion am Lotter Kreuz       | 10.059    |
| SG Sonnenhof Großaspach | Aspach         | Badem-Württemberg      | Mechatronik Arena             | 10.001    |

## Tabeller

### Poängtabeller
| Nr | Lag                        | S  | V  | O  | F  | GM | IM | MS  | P  |
| -- | -------------------------- | -- | -- | -- | -- | -- | -- | --- | -- |
| 1  | Osnabrück                  | 38 | 22 | 10 | 6  | 56 | 31 | +25 | 76 |
| 2  | Karlsruher                 | 38 | 20 | 11 | 7  | 64 | 38 | +26 | 71 |
| 3  | Wehen Wiesbaden            | 38 | 22 | 4  | 12 | 71 | 47 | +24 | 70 |
| 4  | Hallescher                 | 38 | 19 | 9  | 10 | 47 | 34 | +13 | 66 |
| 5  | Würzburger Kickers         | 38 | 16 | 9  | 13 | 56 | 45 | +11 | 57 |
| 6  | Hansa Rostock              | 38 | 14 | 13 | 11 | 47 | 46 | +1  | 55 |
| 7  | Zwickau                    | 38 | 14 | 10 | 14 | 49 | 47 | +2  | 52 |
| 8  | Preußen Münster            | 38 | 15 | 7  | 16 | 48 | 50 | −2  | 52 |
| 9  | Kaiserslautern (N)         | 38 | 13 | 12 | 13 | 49 | 51 | −2  | 51 |
| 10 | Unterhaching               | 38 | 11 | 15 | 12 | 53 | 46 | +7  | 48 |
| 11 | Uerdingen 05 (U)           | 38 | 14 | 6  | 18 | 47 | 62 | −15 | 48 |
| 12 | 1860 München (U)           | 38 | 12 | 11 | 15 | 48 | 52 | −4  | 47 |
| 13 | Meppen                     | 38 | 13 | 8  | 17 | 48 | 53 | −5  | 47 |
| 14 | Carl Zeiss Jena            | 38 | 11 | 13 | 14 | 48 | 57 | −9  | 46 |
| 15 | Sonnenhof Großaspach       | 38 | 9  | 18 | 11 | 38 | 39 | −1  | 45 |
| 16 | Eintracht Braunschweig (N) | 38 | 10 | 15 | 13 | 48 | 54 | −6  | 45 |
| 17 | Energie Cottbus (U)        | 38 | 12 | 9  | 17 | 51 | 58 | −7  | 45 |
| 18 | Sportfreunde Lotte         | 38 | 9  | 13 | 16 | 31 | 46 | −15 | 40 |
| 19 | Fortuna Köln               | 38 | 9  | 12 | 17 | 38 | 64 | −26 | 39 |
| 20 | Aalen                      | 38 | 6  | 13 | 19 | 45 | 62 | −17 | 31 |

## Kval
| Hemmalag           | Resultat  | Bortalag           |
| ------------------ | --------- | ------------------ |
| SV Wehen Wiesbaden | 1-2 (0-1) | FC Ingolstadt 04   |
| FC Ingolstadt 04   | 2-3 (1-3) | SV Wehen Wiesbaden |

| SV Wehen Wiesbaden                                 | 4-4 | FC Ingolstadt 04 |
| SV Wehen Wiesbaden vidare på fler gjorda bortamål. |     |                  |

## Skytteligan
| Pl. | Spelare              | Lag                  | Mål |
| --- | -------------------- | -------------------- | --- |
| 1   | Marvin Pourié        | Karlsruher SC        | 22  |
| 2   | Manuel Schäffler     | SV Wehen Wiesbaden   | 16  |
| 3   | Anton Flink          | Karlsruher SC        | 15  |
| 3   | Daniel-Kofi Kyereh   | SV Wehen Wiesbaden   | 15  |
| 5   | Nick Proschwitz      | SV Meppen            | 14  |
| 6   | Stephan Hain         | SpVgg Unterhaching   | 13  |
| 6   | Stefan Schimmer      | SpVgg Unterhaching   | 13  |
| 8   | Martin Kobylański    | Preußen Münster      | 12  |
| 8   | Christian Kühlwetter | 1. FC Kaiserslautern | 12  |
| 10  | Orhan Ademi          | Würzburger Kickers   | 11  |
| 10  | Marcos Álvares       | VfL Osnabrück        | 11  |
| 10  | Maximilian Beister   | KFC Uerdingen 05     | 11  |
| 10  | Ronny König          | FSV Zwickau          | 11  |
| 10  | Streli Mamba         | Energie Cottbus      | 11  |
| 10  | Phillip Tietz        | FC Carl Zeiss Jena   | 11  |